# Servicio de estado de emergencia de Ucrania
Servicio de Estado de Emergencia de Ucrania: ( ucraniano державна слжжба україни з надзвичайних ситуац й), hasta el 24 de diciembre de 2012 era el Ministerio de Emergencias de Ucrania (ucraniano Міністерство надзвичайних ситуацій України) es el principal ente del Órgano Ejecutivo ucraniano  encargado de llevar a cabo la política del Estado Ucraniano en los ámbitos de la protección civil, salvamento, creación y gestión del sistema de documentación del fondo de seguros, aprovechamiento de residuos radiactivos, protección de la población y el territorio en situaciones de emergencia, prevención y respuesta a emergencias, liquidación posterior al Accidente de Chernóbil.
Se abrevia como ДСНС [України]. También administra directamente la zona de alienación ubicada justo al norte de Kiev.
Bajo la jurisdicción del Ministerio del Interior de Ucrania, el lema de la agencia es Prevenir, Rescatar, Ayudar". (Ucraniano: Запобігти. Врятувати. Допомогти).

Emblema del Servicio de Estado de Emergencia de Ucrania

## Historia
El antiguo ministerio fue creado en 1996 con la fusión del organismo estatal de defensa civil y el ministerio ucraniano encargado de proteger a la población ucraniana de las consecuencias del  Desastre de Chernóbil. Hasta 1991, este último era un comité estatal del Gabinete de Ministros de la República Socialista Soviética de Ucrania, mientras que la defensa civil estatal formaba parte de la red de defensa civil de toda la Unión de la Unión Soviética.
En 2003, el ministerio asumió el control del servicio de extinción de incendios, anteriormente bajo la jurisdicción del Ministerio del Interior (militsiya). El ministerio había sido parte de la Reserva Militar de las Fuerzas Armadas de Ucrania, pero después de la reforma de 2003 y la fusión de los servicios de bomberos, todas las formaciones militarizadas se disolvieron y, en 2005, la agencia se convirtió oficialmente en una entidad no militar y se centró en los servicios de búsqueda y rescate. 
Hasta la reforma administrativa del 9 de diciembre de 2010, el organismo se denominó Ministerio de Emergencias y Protección de la Población de las consecuencias del Desastre de Chernóbil. Después de la reforma, tres grandes órganos del poder ejecutivo central quedaron directamente subordinados a ella:
- Servicio estatal de supervisión minera y seguridad industrial de Ucrania (en ucraniano: Державна служба гірничого нагляду та промислової безпеки України)
- Agencia estatal de Ucrania de la administración de la Zona de exclusión de Chernóbil (en ucraniano: Державне агентство України з управління зоною відчуження)
- Inspección estatal de seguridad tecno génica de Ucrania (en ucraniano: Державна інспекція техногенної безпеки України)

### Otras Agencias Estales Ucranianas
- Departamento estatal de seguridad contra incendios
- Servicio estatal de aviación de búsqueda y rescate: Ukraviaposhuk
- Servicio hidrometeorológico estatal
- Departamento estatal del fondo de documentación de seguros del Ministerio

El 24 de diciembre de 2012, el Ministerio de Emergencias de Ucrania se transformó en el Servicio Estatal de Emergencias y quedó bajo la jurisdicción del Ministerio de Defensa de Ucrania. El 25 de abril de 2014, el servicio fue transferido al Ministerio del Interior de Ucrania.

## Estructura

### Cuerpo principal
- Oficina Central de Situaciones de Emergencia

### Formaciones especializadas
- Brigada estatal de rescate minero militarizado (Kryvyi Rih)
- Brigada de rescate minero militarizada Dnipro

### Otras agencias
- Centro Hidrometeorológico de Ucrania
- Centro Meteorológico de Aviación de Ucrania
- Centro Principal de Coordinación Aeronáutica de búsqueda y salvamento
- "Rescatista"-Inform- Centro Analítico de Información
- Centro de Seguridad Civil 112
- Centro de rescate móvil (Kiev)
- Sanatorio de Odessa (Odessa)

## Medallas

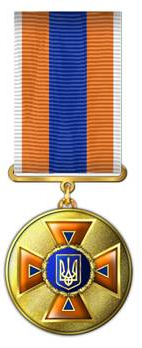
25 años de servicio
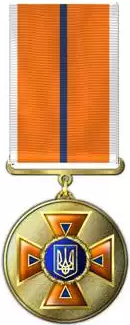
20 años en servicio
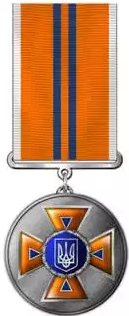
15 años en servicio
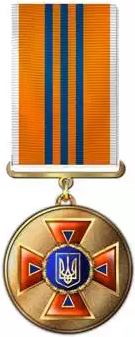
10 años en servicio
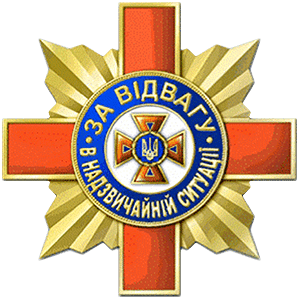
Medalla al Valor en Emergencia
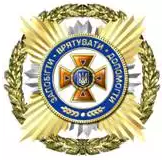
Medalla por servicio honorable

## Aviación del Servicio Estatal de Emergencias
La Unidad de Aviación Especial y el Servicio de Rescate Operativo del Servicio Estatal de Emergencia (Спеціальний авіаційний загін оперативно-рятувальної служби цивільного захисту9) tiene su sede en la ciudad de Nizhyn.
La Unidad Especial de Aviación puede trabajar de forma independiente o en cooperación con otras unidades del Servicio de Emergencia del Estado para proteger la población y el territorio, los valores materiales y culturales y el medio ambiente durante las emergencias, especialmente para trabajos realizados en condiciones difíciles.